# Mahō shōjo ni akogarete
Mahō shōjo ni akogarete (jap. 魔法少女にあこがれて) – manga z gatunku mahō-shōjo autorstwa Akihiro Ononaki, publikowana w serwisie Storia Dash wydawnictwa Takeshobō od marca 2019. Na jej podstawie studio Asahi Production wyprodukowało serial anime, który emitowano od stycznia do marca 2024. Zapowiedziano powstanie drugiego sezonu.

## Fabuła
Gimnazjalistka Hiiragi Utena jest ogromną fanką czarodziejek. Pewnego dnia pojawia się przed nią stworzenie przypominające maskotkę, które oferuje jej moc przemiany w jedną z nich. Jednak dziewczyna zostaje wprowadzona w błąd, gdyż nie staje się czarodziejką, lecz złoczyńcą z powodu swojej prawdziwej sadystycznej natury. Od teraz Utena zmuszona jest walczyć z czarodziejkami, które podziwia, jednocześnie odkrywając, że zadawanie bólu i upokarzanie innych sprawia jej przyjemność.

## Bohaterowie
- Hiiragi Utena (jap. 柊 うてな Hiiragi Utena) / Magia Baiser (jap. マジアベーゼ Majia Bēze)

Seiyū: Fūka Izumi 
- Hanabishi Haruka (jap. 花菱 はるか Hanabishi Haruka) / Magia Magenta (jap. マジアマゼンタ Majia Mazenta)

Seiyū: Kaori Maeda 
- Sayo Minakami (jap. 水神 小夜 Minakami Sayo) / Magia Azul (jap. マジアアズール Majia Azūru)

Seiyū: Mayuko Kazama 
- Kaoruko Tenkawa (jap. 天川 薫子 Tenkawa Kaoruko) / Magia Sulfur (jap. マジアサルファ Majia Sarufa)

Seiyū: Misaki Ikeda 
- Vatz (jap. ヴァーツ Vātsu)

Seiyū: Kana Asumi 
- Venalita (jap. ヴェナリータ Venarīta)

Seiyū: Misato Fukuen 
- Kiwi Araga (jap. 阿良河 キウィ Araga Kiwi) / Leopard (jap. レオパルト Reoparuto)

Seiyū: Aoi Koga 
- Korisu Morino (jap. 杜乃 こりす Morino Korisu) / Nero Alice (jap. ネロアリス Nero Arisu)

Seiyū: Shiori Sugiura 
- Matama Akoya (jap. 阿古屋 真珠 Akoya Matama) / Loco Musica (jap. ロコムジカ Roko Mujika)

Seiyū: Yūka Aisaka 
- Nemo Anemo (jap. 姉母 ネモ Anemo Nemo) / Leberblume (jap. ルベルブルーメ Ruberuburūme)

Seiyū: Minami Tsuda 

## Manga
Pierwszy rozdział mangi ukazał się 29 marca 2019 w serwisie Storia Dash. Seria była również publikowana w magazynie Manga Life Storia, aż do zaprzestania jego publikacji w lipcu 2019. Następnie wydawnictwo Takeshobō rozpoczęło zbieranie rozdziałów do wydań w formacie tankōbon, których pierwszy tom ukazał się 30 listopada tego samego roku. Według stanu na 17 stycznia 2024, do tej pory wydano 11 tomów.
| Nr | Data wydania (język japoński) | ISBN (język japoński)  |
| -- | ----------------------------- | ---------------------- |
| 1  | 30 listopada 2019             | ISBN 978-4-8019-6809-7 |
| 2  | 30 kwietnia 2020              | ISBN 978-4-8019-6862-2 |
| 3  | 30 września 2020              | ISBN 978-4-8019-7073-1 |
| 4  | 27 lutego 2021                | ISBN 978-4-8019-7212-4 |
| 5  | 29 lipca 2021                 | ISBN 978-4-8019-7372-5 |
| 6  | 27 grudnia 2021               | ISBN 978-4-8019-7507-1 |
| 7  | 30 maja 2022                  | ISBN 978-4-8019-7635-1 |
| 8  | 17 października 2022          | ISBN 978-4-8019-7879-9 |
| 9  | 16 marca 2023                 | ISBN 978-4-8019-7976-5 |
| 10 | 17 sierpnia 2023              | ISBN 978-4-8019-8118-8 |
| 11 | 17 stycznia 2024              | ISBN 978-4-8019-8232-1 |

## Anime
Adaptacja w formie telewizyjnego serialu anime została zapowiedziana 16 marca 2023. Seria została wyprodukowana przez studio Asahi Production i wyreżyserowana przez Masato Suzukiego i Atsushiego Ōtsukiego. Scenariusz napisał Noboru Kimura, postacie zaprojektował Yasuka Otakil, a muzykę skomponowali Yasuharu Takanashi, Akinari Suzuki i Johannes Nilsson. Anime emitowano od 3 stycznia do 27 marca 2024 w AT-X i innych stacjach. Motywem otwierającym jest „My dream girls” w wykonaniu Nacherry, końcowym zaś „Togetoge Sadistic” w wykonaniu członkiń Enormity.
5 października 2024 zapowiedziano powstanie drugiego sezonu.

## Odbiór
W 2020 roku manga znalazła się wśród 50 nominowanych do 6. edycji konkursu Next Manga Award w kategorii internetowej.